# واهان شاملیان
واهان شاملیان (ارمنی: Վահան Շամլեան؛ زادهٔ ۱۹۲۶ - درگذشته ۱۱ اوت ۲۰۲۲) کارآفرین و بشردوست ارمنی‌تبار اهل ایالات متحده آمریکا که یکی از بزرگ‌ترین فروشندگان لباس‌های دست‌دوم جهان می‌باشد.

## زندگی‌نامه
وی در سال ۱۹۵۷ از لبنان به ایالات متحده آمریکا مهاجرت نمود. وی در نهایت Chamlian Enterprises Inc. ، که بزرگ‌ترین فروشنده لباس‌های دست‌دوم در جهان می‌باشد را تأسیس کرد. این شرکت از هشتصد کارگر در لس‌آنجلس، فرزنو و سان لورنزو در استخدام دارد. وی همچنین یک کارخانه در آلمان افتتاح کرده‌است. وی و همسرش هم‌اکنون در فرزنو، کالیفرنیا سکونت داشتند. وی در ۱۱ اوت ۲۰۲۲ در سن ۹۶ سالگی درگذشت.